# 喜神乡
喜神乡，是中华人民共和国四川省巴中市平昌县曾经下辖的一个乡。2020年5月，撤销界牌乡、喜神乡，设立江家口镇，以原界牌乡和原喜神乡所属行政区域为江家口镇的行政区域。

## 行政区划
喜神乡撤銷前下辖以下地区：
石门村、三官村、八台村、社口村、玉皇村、石铧村、玛脑村、大龙村和铜佛村。